# 296351 Linyongbin
296351 Linyongbin este o planetă minoră (asteroid) din centura de asteroizi. A fost descoperită pe 20 martie 2009 la Lulin Observatory⁠(d) de . 
Obiectul prezintă o orbită caracterizată de o semiaxă mare de 2,6467974740189 UAi, o excentricitate de 0,10059225987827, o înclinație de 4,0639550088513 ° în raport cu ecliptica.